# Savoia-Marchetti SM.75
El Savoia-Marchetti SM.75 fue un monoplano trimotor de transporte comercial y militar italiano utilizado durante las décadas de 1930 y 1940. Fue uno de los últimos de la familia de trimotores de transporte de ala baja cantilever que la compañía de ingeniero y diseñador Alessandro Marchetti comenzó a diseñar y construir a principios de los años treinta y el primer avión de la compañía equipado con tren de aterrizaje retráctil. El SM.75 era rápido, robusto y capaz de volar a largas distancias con una capacidad de 24 plazas.

## Diseño y desarrollo

### SM.75 y SM.75bis
El SM.75 fue diseñado en respuesta a una consulta de la aerolínea italiana Ala Littoria , que buscaba un moderno avión de línea y de mayor capacidad para sus rutas de medio y largo alcance como reemplazo de sus Savoia-Marchetti S.73 . El Director técnico y diseñador jefe de SIAI-Marchetti , Alessandro Marchetti retuvo la configuración general del S.73. La principal novedad, consistía en que las dos unidades del tren de aterrizaje se retraían hacia atrás alojándose en las góndolas motoras para reducir la resistencia aerodinámica, siendo el primer avión construido por esta firma equipado con este sistema. La estructura del fuselaje consistió en un marco de tubos de acero revestido con tela y madera contrachapada así como sus superficies de control. El SM.75 tenía una tripulación de cuatro, y su cabina podía alojar hasta 30 pasajeros. Su corto recorrido de despegue de 337 m y poder aterrizar en 280 m significaba que podía operar desde pistas cortas en aeródromos secundarios.
Usualmente la mayoría de los SM.75 estaban propulsados por tres motores radiales de nueve cilindros Alfa Romeo 126 RC.34 de 507–582 kW (680–780 hp), a 3400 m. Sin embargo, once aviones fueron equipados con los Alfa Romeo 126 RC.18 de 14rpmcilindros de 641–717 kW (860–962 hp) siendo designados SM.75bis.
La Regia Aeronáutica mostró un gran interés en el SM.75, lo que resultó en el desarrollo de una versión militarizada. Básicamente era una versión agrandada, con un fuselaje más largo y profundo, siendo designado Savoia-Marchetti SM.82 Marsupiale .

## Historia operacional

### Servicio comercial

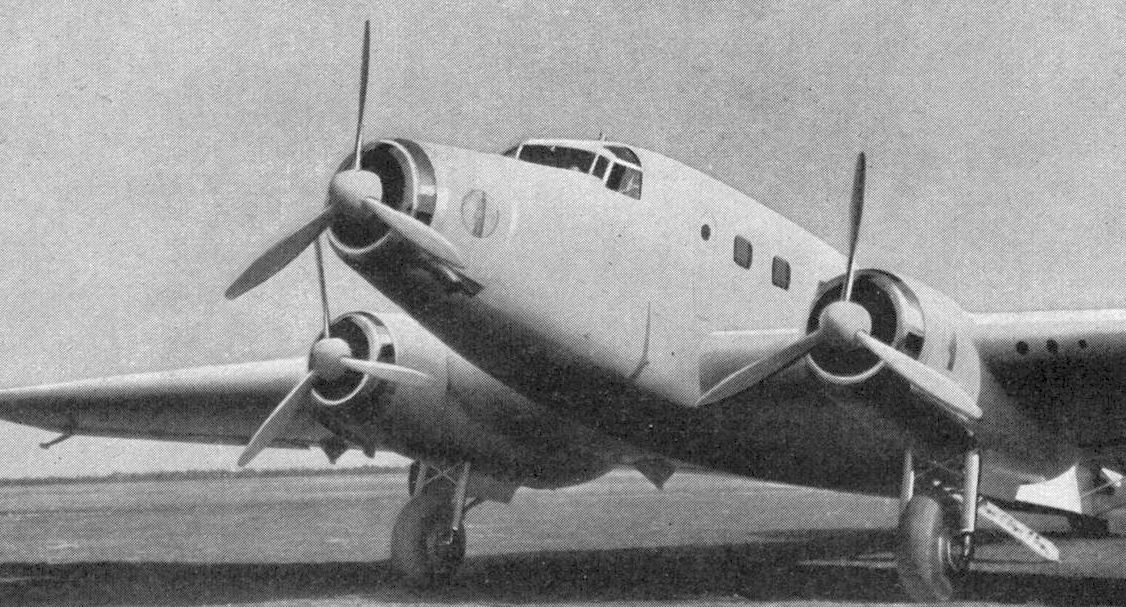
Savoia-Marchetti SM.75 de Ala Littoria

Cinco aparatos de un total de seis fueron entregados a la aerolínea estatal Ala Littoria , entrando en servicio comercial en 1938, operando en rutas tanto dentro de Europa, así como en la ruta Trípoli - El Cairo - Kasala - Asmara - Adís Abeba - Mogadiscioen la llamada Línea del Imperio , establecida después de la Segunda guerra ítalo-etíope que conllevo con la conquista, de Abisinia. A principios de 1940 fue la ruta más rápida y larga en África y la más prestigiosa de la aviación civil italiana. Esta aerolínea utilizó un total de 38 aparatos en sus rutas europeas y africanas. En el verano de 1940, con el inicio de la Segunda Guerra Mundial, la ruta fue militarizada y controlada por el Comando Servizi Aerei Speciali y que en los primeros meses de 1941 se cerró definitivamente cuando Italia perdió toda el África Oriental Italiana conquistada por las tropas de la Commonwealth.
En 1939 la aerolínea Linee Aeree Transcontinentali Italiane - LATI, subsidiaria de Ala Littoria y creada para operar servicios trasatlánticos a Natal y Río de Janeiro recibió su primer SM.75; este aparato a finales de 1940, fue modificado con un fuselaje más largo y profundo, alas reformadas, mayor capacidad de combustible y motores radiales Pratt & Whitney Twin Wasp, cambiando su designación a SM.76 y continuó operando servicios a Sudamérica hasta diciembre de 1941, cuando Italia declaró la guerra a los Estados Unidos.
Además, el SM.75 estableció un número de récords mundiales de velocidad sobre distancia con carga útil y distancia de circuito cerrado. Un SM.75 fue modificado para establecer récords mundiales de resistencia, y tuvo éxito en 1939 cuando cubrió alrededor de 12 000 km.

### Servicio con la Regia Aeronautica

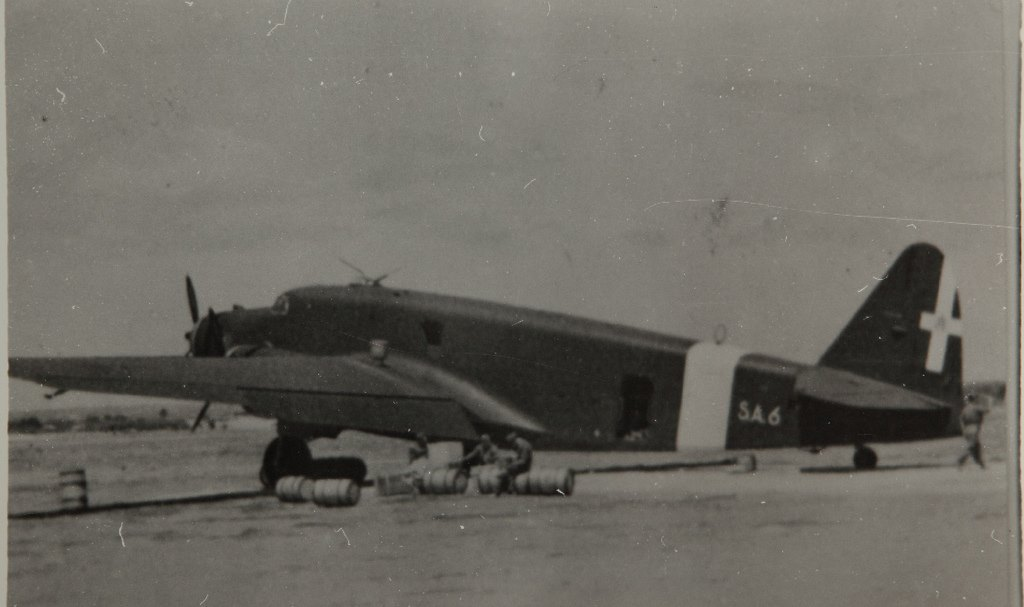
Savoia-Marchetti SM.75

Cuando Italia entró en guerra en junio de 1940, la Regia Aeronautica necesitaba aviones para mantener el contacto con el África Oriental italiana, que estaba rodeada por territorios controlados por los británicos, por lo que todos los SM.75 disponibles fueron puestos bajo control militar, bien en los Servizi Aeri Speciali y se les instaló una ametralladora Breda-SAFAT cal. 12,7 mm montada en una Torretta Caproni Lanciani Delta dorsal y servida por un quinto tripulante o bien, en los Nuclei Comunicazione, servidos por personal de las compañías aéreas.
Consistía en 31 aviones SM.75 y cuatro Ju 52\3m, distribuidos en siete grupos aéreos ubicados en aeródromos de Italia, Albania y Libia. Los SM.82 conectados a ellos entregaron cazas Fiat CR.42 a África, mientras que los SM.75 transportaron equipos. En junio de 1941, soló quedaba un aeródromo no capturado por los británicos en la Somalia italiana , disponible para operaciones de aviación de transporte - Gondar. Desde él realizó los últimos vuelos ultra largos un SM.75 con el código I-LUNO y el emblema de la Cruz Roja. El avión estaba pilotado por el capitán Peroli, quien anteriormente se había distinguido por el vuelo de tres transportes SM.73 desde la sitiada Addis Abeba. El primer vuelo de este tipo atravesó la Somalia Francesa y Libia directamente a Roma y tuvo una longitud de unos 12000 km. Hasta septiembre, Peroli realizó cuatro vuelos más a Gondar, hasta que su no menos heroico SM.75 fue destruido durante una incursión de aviones sudafricanos.
En agosto de 1940, un aparato fue incorporado al Corpo Aereo Italiano, que llegó a Bélgica para participar en la campaña de bombardeo contra Gran Bretaña en la llamada Batalla de Inglaterra. Este SM.75 sirvió como avión personal del general de la Regia Aeronautica Rino Corso Fougier al mando de dicho contingente. También participaron, con vuelos a Albania en el avituallamiento a las tropas italianas durante la  invasión de Grecia que intentaban romper las defensas griegas.
Para SM.75, la guerra en África terminó en una epopeya trágica con la eliminación del cuerpo expedicionario italiano. Al igual que otros aviones de transporte (el SM.82 y el Fiat G.12 también participaron en la evacuación), volar sobre el Mediterráneo y, en general, estar en aeródromos al alcance de los aviones aliados se convirtió en una actividad muy peligrosa. El SM.75 en este sentido, se podría decir, tuvo suerte. Las pérdidas de este tipo de aviones fueron relativamente pequeñas, mientras que para los alemanes con sus Ju 52\3m y el enorme Messerschmitt Me 323 el Mediterráneo se convirtió en un auténtico calvario.

### Misiones especiales
Se realizaron varias misiones notables voladas principalmente con fines propagandísticos.

### Misión de folletos a Asmara
La primera misión del SM.75 GA fue dejar caer folletos de propaganda que decían: Colonos italianos, Roma no os ha olvidado. ¡Volveremos!, sobre el territorio que había constituido el África Oriental Italiana hasta su conquista por los británicos en la Campaña de África Oriental de 1940-1941. Una tripulación de cinco hombres encabezada por el teniente coronel Amedeo Paradisi, quien pilotó el avión, voló de Roma a Bengasi en la Libia italiana. La misión comenzó a las 17:30 h del 7 de mayo de 1942, cuando el SM.75 GA despegó de Bengasi en el primer tramo de 2700 km, volando a los 3000 m planeados, aunque el mal tiempo obligó Paradisi a subir a 4000 m. Después de 10 h y 20 min., el SM.75 GA llegó sobre Asmara en Eritrea y lanzó los folletos, pero, en lugar de regresar a Bengasi como estaba previsto, Paradisi voló directamente a Roma, primero a 3500 m y luego a 5200 m para optimizar el consumo de combustible. Toda la misión había durado 28 horas.
En Roma, los mecánicos realizaron varias pruebas con el avión. El 11 de mayo de 1942, dos días después de su llegada, el SM.75 GA sufrió una avería simultánea de sus tres motores durante un vuelo de traslado de 50 km de Roma a Guidonia Montecelio; Paradisi realizó un aterrizaje de emergencia en el que el avión resultó destruido y él perdió una pierna, aunque el resto de la tripulación resultó ilesa.

### Vuelo Roma - Tokio

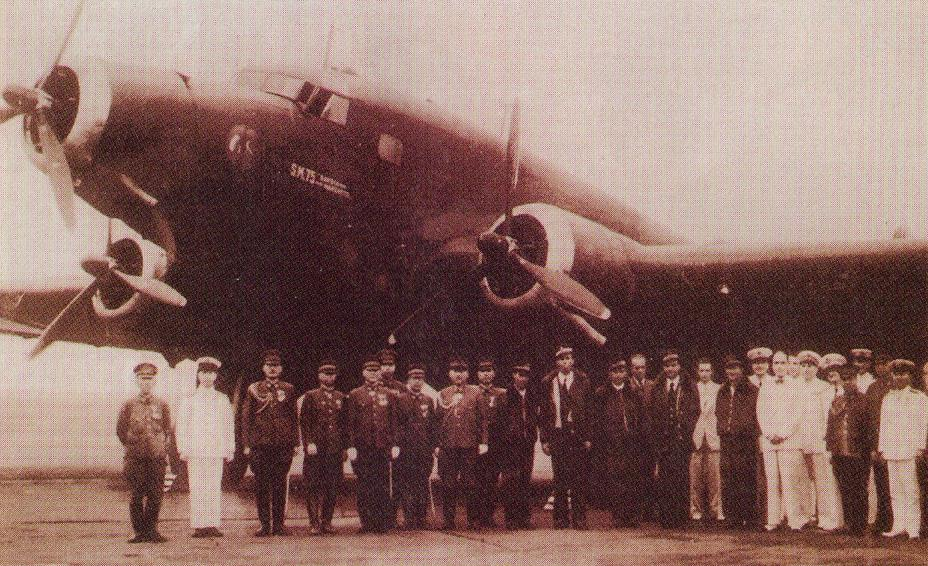
SM.75 GA RT y su tripulación fotografiados con oficiales japoneses durante su vuelo Roma-Tokio

En enero de 1942, el comandante en jefe de la Regia Aeronáutica, general Rino Corso Fougier inició los planes para la realización un vuelo de largo alcance de Roma a Tokio. Consultó con pilotos con experiencia reciente en vuelos de largo alcance a Sudamérica y África Oriental, y llegó al consenso de que el SM.75 era más adecuado para la misión que el SM.82 o el Savoia-Marchetti SM.83 debido a su superior resistencia, aunque a expensas del armamento defensivo y los tanques de combustible autosellantes. El SM.75 seleccionado para el vuelo, n.º MM.60537, se modificó para convertirse en el primer avión SM.75 GA de largo alcance. Este avión estaba equipado con tres motores Alfa Romeo 128 RC18 de entre 641–717 kW (860–962 hp); pesaba 9500 kg sin carga y más de 22 000 kg a plena carga.
Después de la pérdida del primer SM.75 GA, aunque se consideró en su momento utilizar el nuevo transporte Fiat G.12 , un segundo avión, n.º/serie MM.60539, se modificó al estándar SM.75 GA para el vuelo Roma-Tokio. Estuvo listo el 9 de junio de 1942 y fue designado SM.75 GA RT (RT por "Roma-Tokio"). Su piloto, el teniente coronel Antonio Moscatelli, se encargó de la operación general, que además de proporcionar a Italia prestigio sobre la destreza de la aviación italiana debía llevar nuevos códigos de comunicaciones entre Japón y sus socios del Eje, ya que los italianos creían que los británicos habían descifrado los códigos existentes (estaban en lo cierto). El vuelo se consideró difícil de realizar por la gran distancia involucrada y la necesidad de volar miles de kilómetros a través del espacio aéreo de la Unión Soviética, un país con el que Italia estaba en guerra. 
Despegando del aeródromo de Guidonia Montecelio a las 05:30 h del 29 de junio de 1942, el SM.75 GA RT aterrizó más tarde ese día a 2030 km de distancia en Zaporozhye, en la Ucrania ocupada por Alemania, el aeródromo más oriental disponible para las potencias del Eje. A las 18:00 h del 30 de junio de 1942, sin llevar documentos ni correspondencia que pudieran comprometer a los japoneses (que no estaban en guerra con la Unión Soviética) y con su tripulación habiendo recibido órdenes de destruir la aeronave y sus documentos si eran derribados u obligados a aterrizar, el sobrecargado SM.75 GA RT realizó el difícil y potencialmente peligroso despegue desde la pista de césped de 700 m de Zaporozhye, con un peso de 21 500 kg de los que 10 340 L eran de combustible. Operando bajo un estricto silencio de radio, el avión continuó ileso durante toda la noche, a pesar de encontrar fuego antiaéreo soviético, malas condiciones climáticas y un caza soviético, probablemente un Yakovlev Yak-1, que volaba sobre la costa norte del Mar de Aral , bordeando el Lago Baljash y las montañas Tarbagatai (Kazajistán) y sobre el Desierto de Gobi . Los mapas de las posiciones soviéticas demostraron ser inexactos, por lo que Moscatelli tuvo que elevarse a 5000 m para evitar la detección, y teniendo que utilizar suministro de oxígeno hasta agotarse antes de lo previsto. Una tormenta de arena sobre Mongolia también puso en peligro al SM.75 GA RT, pero su tripulación avistó el Río Amarillo a las 22:00 h del 30 de junio de 1942 y, a punto de acabar el combustible, aterrizó a 6000 km al este de Zaporozhye en Pao Tow Chien en la Mongolia Interior ocupada por los japoneses a las 15:30 h del 1 de julio de 1942. El avión fue repintado con marcas japonesas para que estuviera a salvo en el espacio aéreo japonés, tomó un navegante japonés a bordo y voló los 2700 km de la última etapa Dalian - Seúl - Yonago , para finalmente aterrizar el 3 de julio de 1942 en la base aérea de Tachikawa .
El SM.75 GA RT partió de Tachikawa en su viaje de regreso el 16 de julio de 1942. Al llegar a Pao Tow Chien, fueron eliminadas sus marcas japonesas y reemplazadas por otras italianas. Despegó a las 21:45 h el 18 de julio de 1942 desde Pao Tow Chien, volvió sobre su ruta de ida y, después de 29 h y 25 min en el aire y con una cobertura de 6350 km, aterrizó en Odesa , Ucrania. Después, Moscatelli completó la operación volando el avión a Guidonia Montecelio. Los italianos dieron a conocer este evento en la revista Ali di guerra el 10 de agosto de 1942; publicidad, que no fue bienvenida y que llevó a protestas diplomáticas de la Unión Soviética a Tokio lo que ocasionó la renuencia del gobierno japonés por razones diplomáticas (Japón no estaba en guerra con la Unión Soviética) y que deterioraron las relaciones con Italia; los italianos no intentaron repetir el vuelo; sin embargo, la experiencia obtenida de este experimento permitió a los alemanes establecer en 1944 una serie de enlaces aéreos similares con Japón, llevados a cabo por el gran cuatrimotor de transporte Junkers Ju 290 .

### Misión de bombardeo a Eritrea
En 1943, dos aviones SM.75 GA emprendieron una misión de bombardeo, el único realizado por el SM.75, destinado a destruir los bombarderos estadounidenses almacenados en una base aérea en Gura, en la ex Eritrea italiana . Para alcanzar el objetivo, que se encontraba a más de 3000 km de distancia, los dos SM.75 GA, con registro civil I-BUBA e I-TAMO, aunque redesignados con los números MM.60539 y MM.60543, respectivamente para uso militar fueron cargados con 11 000 kg de combustible y se modificaron al instalar un visor de puntería Jozza y un compartimento capaz de transportar 1200 kg de bombas. Fueron seleccionadas para la misión las tripulaciones con más experiencia, lideradas por el mayor Giulio Cesare Villa y el capitán Peroli.
La misión comenzó a las 06:30 h del 23 de mayo de 1943 desde el base de la Regia Aeronautica de Gaddura en la isla de Rodas, la más oriental en ese momento. Cada uno de los dos aviones, con un peso de 10 200 kg en vacío, tenía un peso de despegue de 24 000 kg; los motores de los SM.75 GA se optimizaron primando la resistencia y economía en lugar de la potencia, lo que hizo el despegue difícil con la pesada carga de combustible y bombas. Inicialmente volando a baja cota, a las 10:00 h, los SM.75 GA se elevaron a 3000 m. Habiendo consumido una cantidad excesiva de combustible, Peroli se desvió para bombardear Puerto Sudán y regresó a salvo a Rodas a las 05:30 h del 24 de mayo de 1943 después de 23 h de vuelo. Mientras tanto, Villa siguió adelante y llegó a la base aérea de Gura, que estaba fuertemente defendida a pesar de estar muy por detrás de zonas de combate a las 18:45 h y lanzó sus bombas. Aunque una bomba no llegó a caer y permaneció a bordo, presentando la amenaza de una explosión, Villa finalizó su misión con éxito, y su avión regresó a Rodas una hora y 15 min después de Peroli, aterrizando a las 06:45 h el 24 de mayo de 1943, habiendo cubierto 6600 km en un vuelo de 24 h y 15 min.

### Hungría

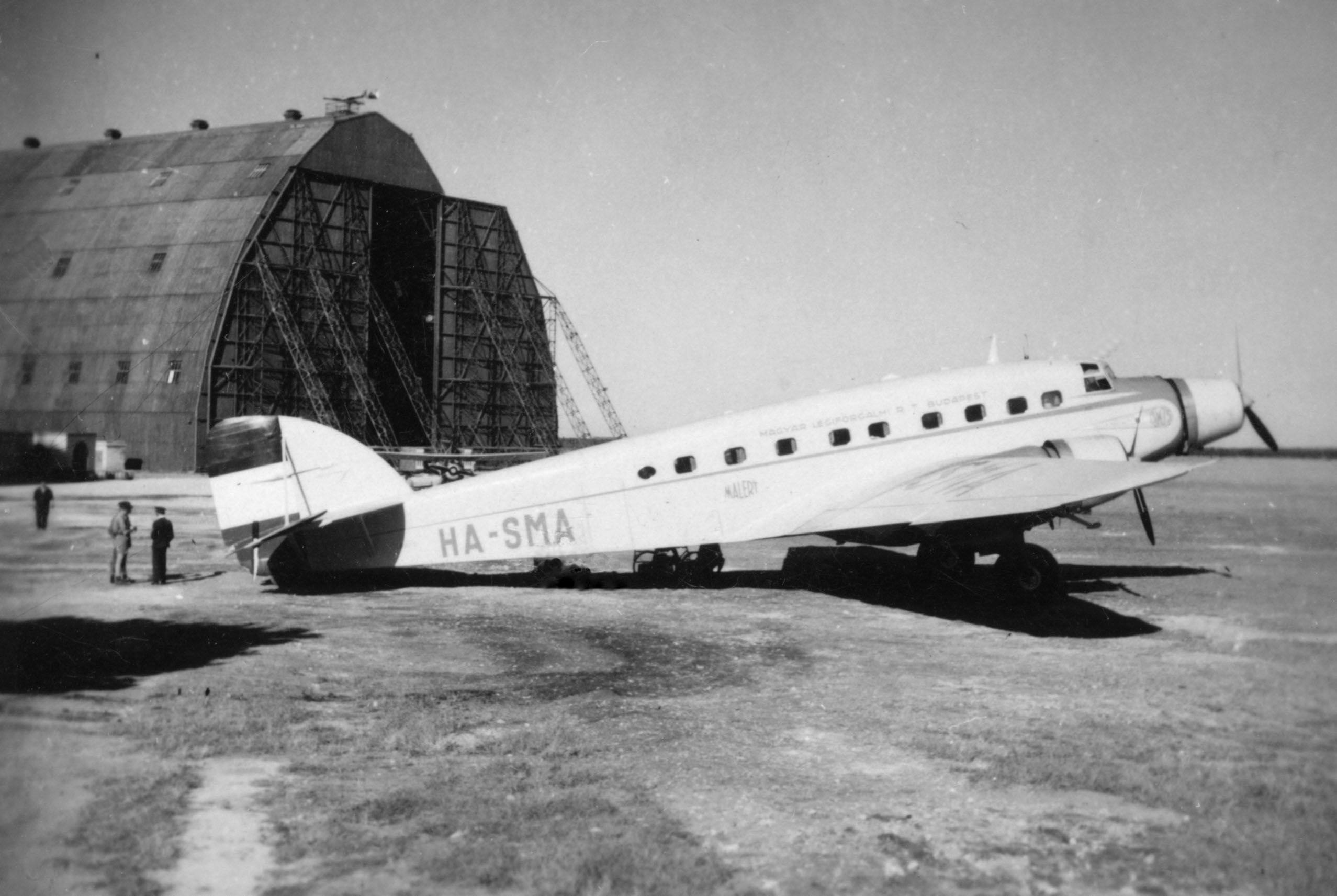
SM.75 de MALERT en el aeropuerto de Grottaglie, 1939

Italia exportó cinco SM.75 a Hungría con motores Weiss Manfred WMk-14 (versión húngara del Gnome-Rhône 14K Mistral Major) para el servicio con la aerolínea húngara MALERT . Cuando Hungría entró en la Segunda Guerra Mundial, estos aviones fueron puestos en servicio con la Magyar Királyi Honvéd Légierő (MKHL), la Real Fuerza Aérea del Ejército Húngaro .
Durante el breve conflicto contra Yugoslavia, en la tarde del 12 de abril de 1941, cuatro SM.75, cargados con paracaidistas, despegaron de Veszprém . Desafortunadamente, el avión principal, código E-101, se estrelló inmediatamente después; veintitrés militares húngaros perdieron la vida, entre ellos 19 paracaidistas. Fue la mayor pérdida en la guerra contra Yugoslavia. El 6 de mayo de 1941, la MKHL tenía a su disposición cuatro SM.75, como transportes de paracaidistas.

### Otros usuarios
A partir de la firma del armisticio entre Italia y los aliados en septiembre de 1943, la Luftwaffe utilizó algunos aviones, aunque más tarde, algunos de ellos fueron devueltos a la fuerza aérea de la República de Saló  así como algunos ejemplares fueron operados por la Aeronautica Cobeligerante Italiana . Solo unos pocos SM.75 sobrevivieron a la guerra, permaneciendo en servicio con la Aeronautica Militare hasta 1949.

## Variantes
SM.75
Avión de pasajeros y carga civil; algunos militarizados en 1940 para el uso de la Regia Aeronautica para carga y transporte de tropas
SM.75bis
Once SM.75 propulsados con motores de catorce cilindros Alfa Romeo 128 RC.18 con una potencia de 641–717 kW (860–962 hp) a 1800 m
SM.75 GA
Versión de mayor alcance que el SM.75. GA (Grande Autonomia); una modificación del SM.75 propulsado por tres motores Alfa Romeo 128 de 641 kW (860 hp) y equipado con una potente radio y tanques de combustible auxiliares para obtener un alcance de  7000 km con una carga de 1100 kg. Con una tripulación de cuatro o cinco hombres y 200 kg de carga, el SM.75 GA tenía un alcance de 8000 km a 298 km/h volando a altitudes de entre 3500 y 5000 m
SM.76
Nueva designación para un SM.75 de Linee Aeree Transcontinentali Italiane (LATI) después de alargar y ensanchar su fuselaje, se rediseñó la estructura del ala, se incrementó la capacidad de los depósitos de combustible y se instalaron motores radiales Pratt & Whitney R-1830 Twin Wasp a finales de 1940.

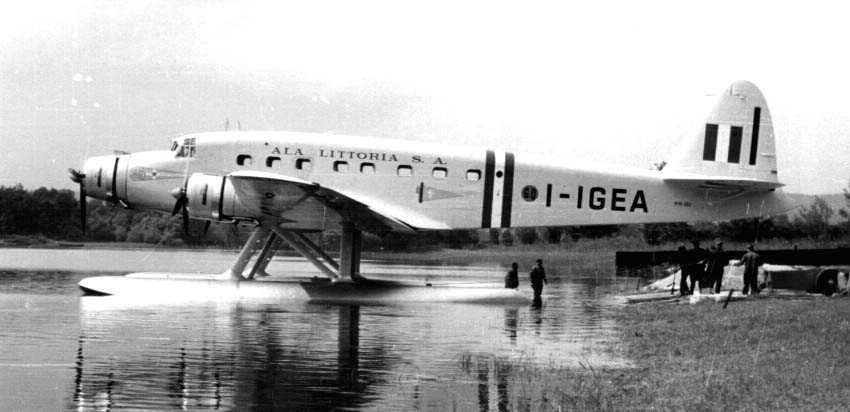
SM.87 I-IGEA de Ala Littoria

SM.87
En 1939, se construyó una versión de hidroavión del S.M.75 con dos flotadores, propulsados por motores radiales Fiat A.80 de 1000 cv (750 kW) asignados al Nucleo Communicazioni Ala Littoria en el verano de 1940; podía alcanzar una velocidad de 365 km/h un techo de 6250 m y un alcance de 2200 km.
Las prestaciones como hidroavión disminuyeron ligeramente, pero el SM.87 fue casi tan bueno como el avión terrestre en términos de sus parámetros principales. Entre 1939-1940 se construyeron cuatro aviones, primero asignándoles códigos de registro civil (I-IGEA I-IGOR I-ILLA I-INNO), y después de entrar en guerra, reemplazándolos con los militares MM.447 - MM.450. Todos los aviones sobrevivieron a la campaña de 1940-1943 contra los Aliados y, después de la división de Italia pasó a formar parte de la Aeronáutica Nacional Republicana de la República Social Italiana - RSI. Dado que las tropas de Mussolini en realidad estaban subordinadas a la Wehrmacht, a los aviones se les asignaron códigos de registro alemanes. Los SM.87 Idro fueron operados en las líneas internas del Tercer Reich, estando involucrados en diversos transportes. El rastro de los aparatos se pierden en el otoño de 1944.

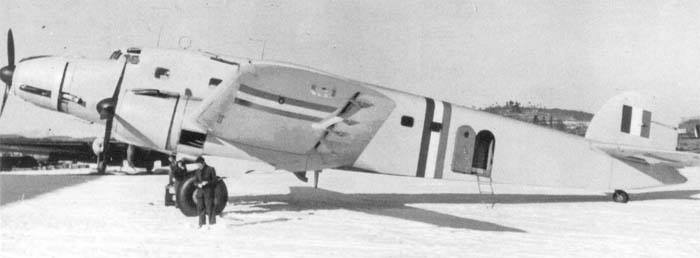
Savoia-Marchetti SM.90

SM.90
Un único prototipo, propulsado por motores radiales de 18 cilindros Alfa Romeo 135 RC.32 con una potencia de 1044 kW (1400 hp) a 2400 rpm a 3200 m y el fuselaje alargado a 23,90 m. Al terminar la guerra, se planeo inicialmente ponerlo en producción para las líneas comerciales como avión de transporte; sin embargo, se decidió abandonar esta opción en favor de nuevos desarrollos. Además, después de la guerra hubo una cantidad suficiente de aviones militares estadounidenses construidos sobre la base del DC-3 / C-47

## Usuarios

### Militares
Alemania
- Luftwaffe

 Hungría
- Real Fuerza Aérea del Ejército Húngaro operó los cinco de la aerolínea MALERT

 Reino de Italia
- Regia Aeronautica
- Aeronautica Nazionale Repubblicana

 Italia
- Aeronautica Cobeligerante
- Aeronautica Militare

### Operadores civiles
Reino de Italia
- Ala Littoria
- Linee Aeree Transcontinentali Italiane - LATI

 Hungría
- MALERT

## Especificaciones técnicas
Referencia datos: Thompson, Jonathan W. (1963). Italian Civil and Military aircraft 1930-1945

### Características generales
- Tripulación: 4 (+ 1 artillero en uso militar)
- Capacidad: 24
- Longitud: 21,60 m
- Envergadura: 29,68 m
- Altura: 5,10 m
- Superficie alar: 118,55 m²
- Peso vacío: 9480 kg
- Peso máximo al despegue: 14470 kg
- Planta motriz: 3× Radial de 9 cilindros Alfa Romeo 126 RC.34.
  - Potencia: 582 kW (802 HP; 791 CV) cada uno.

### Rendimiento
- Velocidad nunca excedida (Vne): 369 km/h (229 mph, 199 nudos)
- Velocidad crucero (Vc): 325 km/h
- Alcance: 2280 km (máximo)
- Techo de vuelo: 7000 m
- Régimen de ascenso: 3,7 m/s 4000 m en 17 min 42 s

## Aeronaves similares (época y motorización)
- Dewoitine D.338
- Ford Trimotor
- Junkers Ju 52
- Savoia-Marchetti S.M.73